# Wicquinghem
Wicquinghem – miejscowość i gmina we Francji, w regionie Hauts-de-France, w departamencie Pas-de-Calais.
Według danych na rok 1990 gminę zamieszkiwały 192 osoby, a gęstość zaludnienia wynosiła 28 osób/km² (wśród 1549 gmin regionu Nord-Pas-de-Calais Wicquinghem plasuje się na 1019. miejscu pod względem liczby ludności, natomiast pod względem powierzchni na miejscu 529.).